# میلز ماندر
میلز ماندر (انگلیسی: Miles Mander؛ ۱۴ مهٔ ۱۸۸۸ – ۸ فوریهٔ ۱۹۴۶) یک هنرپیشه، کارگردان، فیلم‌نامه‌نویس، و تهیه‌کننده اهل بریتانیا بود.

## فیلم‌شناسی
از فیلم‌ها یا برنامه‌های تلویزیونی که وی در آن نقش داشته است می‌توان به پله‌ژر گاردن، مادام کوری، بلندی‌های بادگیر، قتل!، پنجه سرخ، مروارید مرگ، شبح اپرا اشاره کرد.